# El peregrino en su patria
El peregrino en su patria es una obra narrativa, generalmente encontrada dentro del género de la llamada novela bizantina, escrita por el poeta, escritor y dramaturgo español Lope de Vega, en 1604.

## HISTORIA
Los protagonistas son Pánfilo y Nise, dos enamorados que solo logran obtener un feliz desenlace a su amor después de toda serie de enrevesadas y dificultosas aventuras y sucesos. Con elementos asimismo vinculados a la comedia de intriga, Lope intercala además en esta novela, cuatro autos sacramentales anteriores: el auto del Viaje del Alma, el de las Bodas entre el Alma y el Amor Divino, el de La Maya, y el del Hijo pródigo. La obra fue un éxito y alcanzó seis ediciones hasta 1618, además de ser también traducida resumida al inglés.